# Колицидакис, Атанасиос
Атана́сиос (Тана́сис) Колицида́кис (греч. Θανάσης Κολιτσιδάκης, родился 21 ноября 1966 в Салониках) — греческий футболист, игравший на позиции защитника.

## Игровая карьера
Выступал на протяжении карьеры за клубы «Аполлон Смирнис», «Панатинаикос» и ОФИ. Отличался эффективным и жёстким стилем игры в составе «лёгкой бригады» (прозвище «Аполлона»). В составе «Панатинаикоса» стал чемпионом Греции 1995 и 1996 годов, выиграл Кубок Греции в 1994 и 1995 годах, а также выступал в Лиге чемпионов УЕФА в 1996 году. Карьеру завершил в ОФИ в 2005 году. За сборную Греции дебютировал 25 марта 1992 в матче против Кипра (победа 3:1) — вышел в стартовом составе в матче в Лимасоле и отыграл все 90 минут. Всего в его активе 14 игр за сборную. Сыграл на чемпионате мира 1994 года, выйдя в первом матче против Аргентины.

## Тренерская карьера
Колицидакис работал тренером ряда клубов: «Тимбаки», «Патухас» (Вианнос), «Эпископи», «Ацалениу» (Ираклион), «Каламата» и ПАСА. В феврале 2015 года стал тренером афинского клуба «Атромитос», где работал тренером его бывший одноклубник Никос Ниоплиас.